# Maesa striata
Maesa striata är en viveväxtart som beskrevs av Carl Christian Mez. Maesa striata ingår i släktet Maesa och familjen viveväxter. Inga underarter finns listade i Catalogue of Life.